# Tarso Genro
Tarso Fernando Herz Genro (São Borja, Rio Grande do Sul, 6 mars 1947), est un avocat et homme politique brésilien. Il fut membre de l'équipe travailliste qui a régné sur Porto Alegre, et en était le maire à l'époque du Forum social mondial. Il fut ensuite Ministre sous Lula, de l'éducation (2004-2005) et de la Justice (2007-2010). Il fut élu gouverneur du Rio Grande do Sul, ou il fit un mandat. Il est membre d'une famille engagée, l'une de ses deux filles étant la féministe Luciana Genro.

## Biographie
Il est le fils de Elly Herz, d'origine juive, et de l'écrivain Adelmas Simas Genro.
Tarso Genro a commencé son activité politique en 1968, se faisant élire député municipal du parti d'opposition de gauche, le MDB à Santa Maria (RS), ville où il se forma en droit.
Conjointement avec son frère, il est au début des années 1980 le porte-parole du Partido Revolucionário Comunista. Il participe ainsi au retour de la démocratie libérale laïque incarnée par la Constitution brésilienne de 1988.
Il est marié au médecin Sandra Krebs, de qui il eut Vanessa, aussi médecin, et Luciana Genro, candidate féministe à l'élection présidentielle brésilienne de 2014. Celle-ci lui a donné un petit-fils, footballeur amateur, Fernando.

## Fonctions, mandats et candidatures

### Suppléant de député fédéral
En 1986, il se porta candidat à la députation fédérale pour le Parti des Travailleurs-PT, mais ne fut élu que comme suppléant avec 48 000 voix.

### Porto Alegre
En 1988, alors vice-maire sous la direction Olívio Dutra, il fait partie de l'équipe du PT qui occupera pour la première fois la municipalité de Porto Alegre, initiant une série de quatre mandats victorieux du PT dans la ville.
Il revint à la Vice-Mairie en 1988 et se porta candidat pour succéder à Olívio Dutra en 1992. Il fut élu au second tour, battant Cesar Schirmer (PMDB) avec 60 % des voix. Il continua les politiques de Dutra, principalement le Budget participatif, marque de la gestion PTiste sur la capitale gaúcha.
En 1996, il laisse Raul Pont se présenter.
En 2000, il fut de nouveau élu maire de Porto Alegre, au second tour, avec 63,5 % de voix, en battant Alceu Collares (PDT), contre lequel il avait perdu l'élection au Gouvernorat d'État en 1990.

### Rio Grande do Sul (échecs)
En 1990, alors vice-maire de Porto Alegre, il se porta candidat au Gouvernorat du Rio Grande do Sul, et s'est retrouvé quatrième et dernier.
En 2002, T. Genro, réélu maire de Porto Alegre, était en position de force pour disputer à Olívio Dutra la candidature PTiste au poste de Gouverneur du RS aux élections générales de 2002. Genro emporta la primaire et élimina Dutra du jeu électoral. Il fut, contre toute attente, battu au second tour par Germano Rigotto (PMDB), qui, au début de la campagne, n'apparaissait selon les sondages qu'en troisième position derrière l'ex-Gouverneur Antônio Britto (en).
Un des facteurs probables de sa défaite fut sans doute le fait que, durant sa campagne électorale pour la direction de la Municipalité de Porto Alegre, il affirma à plusieurs reprises qu'il n'abandonnerait jamais sa charge de Maire, et, allant à l'encontre de ses propres déclarations, renonça à son mandat en faveur du Vice-maire João Verle, avec l'objectif affiché de la candidature à la direction de l'État.

### Sous Lula
Sans charge élective, T. Genro fut choisi par le Président Lula pour diriger le Conseil de Développement Économique et Social, fonction à laquelle il resta jusqu'au début de 2004 lorsque Lula fit son premier remaniement ministériel. 
Il assuma dès lors le Ministère de l'Éducation, en remplacement de Cristovam Buarque. En un peu plus d'un an, il a eu à son actif la création du ProUni, un programme de discrimination positive, finançant des places dans les universités privées pour les étudiants de milieux défavorisés, et l'envoi au Congrès du projet du Fundeb (Fondo de Développement de l'Enseignement de Base).
Il fut ensuite Ministre de la Justice pendant le second mandat de Lula (2007-2010).

### Parti des Travailleurs
T. Genro fut envisagé pour la présidence du PT, pour participer de la stratégie de "dépaulistiser" ("despaulistizar", retirer la direction du PT des mains de l'hégémonie des Paulistas, habitants de l'État de São Paulo - NdT). Avant Genoino, les Paulistas dirigeaient déjà le PT avec José Dirceu et Lula lui-même.
Il avait l'intention de concourir à la présidence du parti pour les élections de fin 2005, mais exigeait que son groupe, formé par la tendance du Camp majoritaire qui domine le mouvement, exclue José Dirceu. Comme Dirceu réussit à être plus fort, Genro retira sa candidature et appuya Ricardo Berzoini, qui battit le gaúcho Raul Pont au second tour de ses élections. Il est actuellement Ministre des relations institutionnelles (2006).

### Rio Grande do Sul
Le 3 octobre 2010 il est élu dès le premier tour au poste de Gouverneur de l'État du Rio Grande do Sul avec 54,4 % des votes valides devant José Fogaça (PMDB) qui s'octroie 24,7 % et la candidate sortante, Yeda Crusius (PSDB) qui ne récolte que 18,4 % des suffrages.
En 2014, il n'est soutenu que par une petite coalition de gauche. S'il parvient en ballotage, il est largement battu par le professeur de philosophie José Ivo Sartori (PMDB), qui remporte 61 p. 100 des voix.